# Catocala clarissima
Catocala clarissima är en fjärilsart som beskrevs av William Beutenmüller 1918. Catocala clarissima ingår i släktet Catocala och familjen nattflyn. Inga underarter finns listade i Catalogue of Life.